# Indigofera macrocalyx
Indigofera macrocalyx är en ärtväxtart som beskrevs av Jean Baptiste Antoine Guillemin och Perr. Indigofera macrocalyx ingår i släktet indigosläktet, och familjen ärtväxter. Inga underarter finns listade i Catalogue of Life.